# 獅鮃
獅鮃為輻鰭魚綱鰈形目鰈亞目鮃科的其中一種，為熱帶海水魚，分布於中太平洋東部，從加利福尼亞灣至巴拿馬海域，棲息深度55-151公尺，體長可達15公分，棲息在岩石底質底層水域，生活習性不明。

## 扩展阅读
維基物種上的相關：獅鮃